# Santiago Millas
Santiago Millas es un municipio y lugar español de la provincia de León, en la comunidad autónoma de Castilla y León. Cuenta con una población de 359 habitantes (INE 2024).

## Toponimia

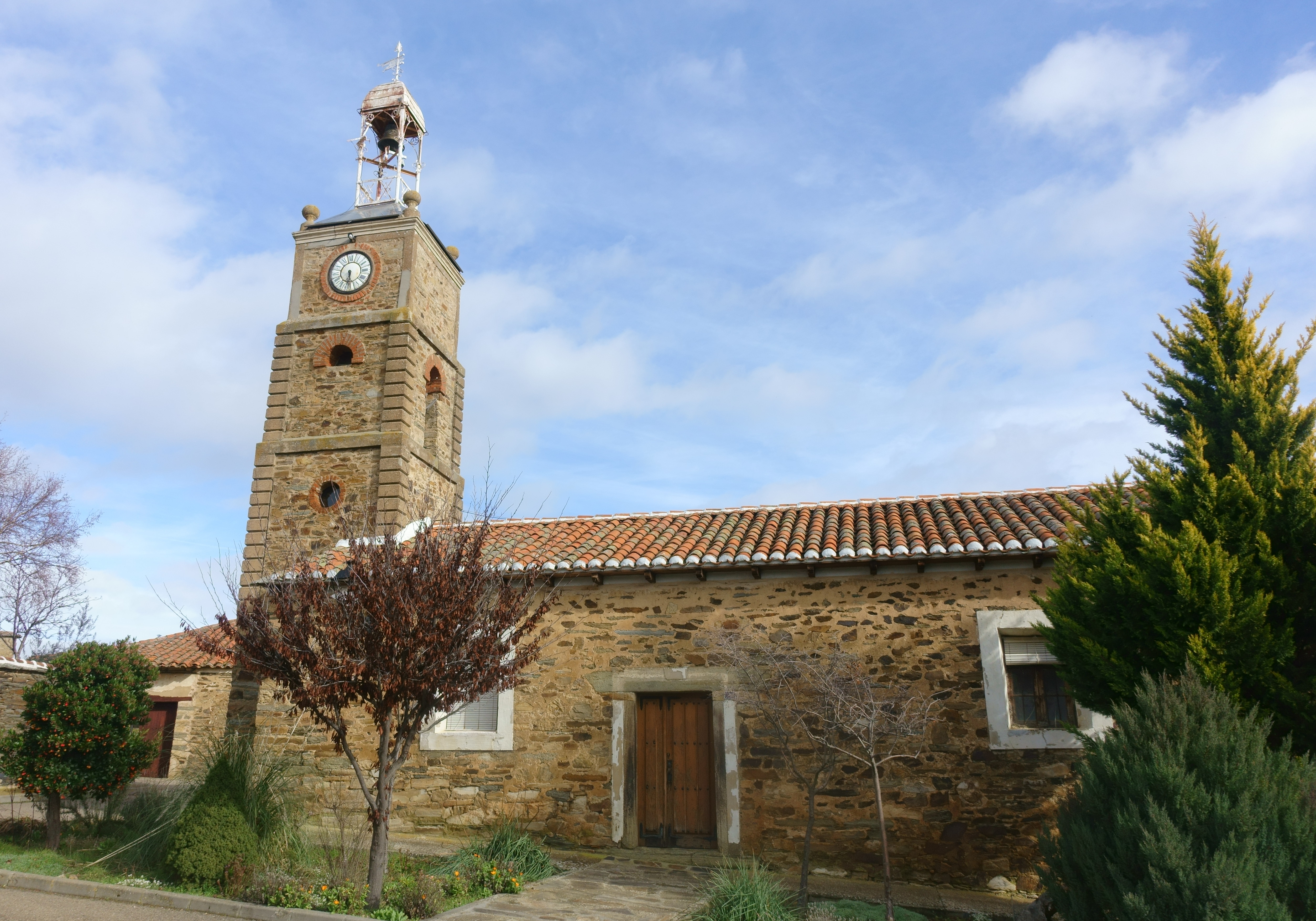
Ermita de San Miguel

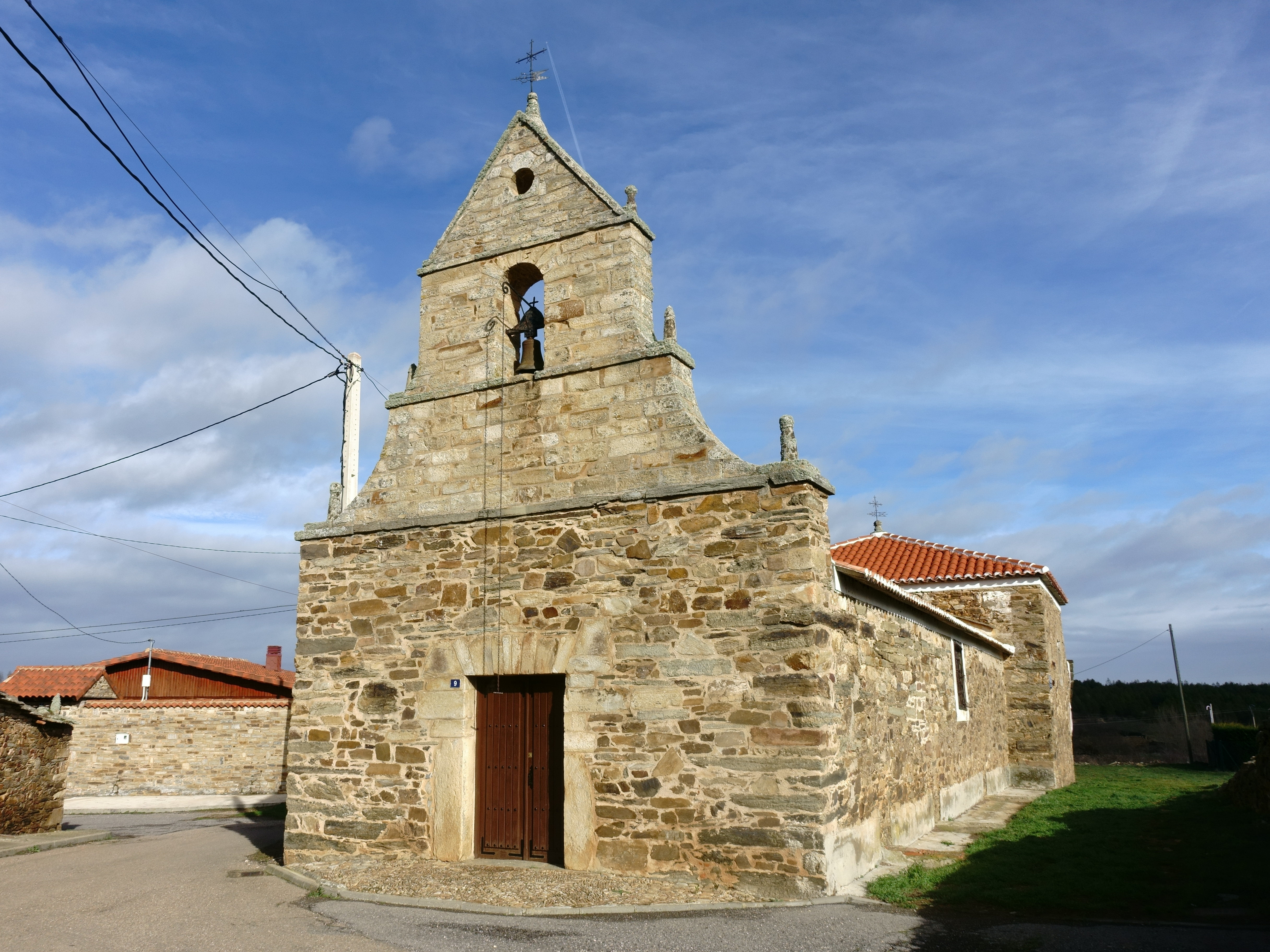
Ermita del Santo Cristo

Documentado Santiago de Mielles (1334) y Santiago de Melles; se menciona a un "clérigo de Mielles" (1370). La segunda parte del topónimo puede derivarse del latín gĕmĕllus ‘gemelo’. Se tratará de una forma locativa del plural gĕmĕllis, si bien el cierre de la vocal final se constata también en topónimos descendientes de acusativo femenino gĕmĕllas. Los topónimos de base gĕmĕll- aluden a formas del terreno, rocas o árboles cuya presencia emparejada sugiere la de dos hermanos mellizos. En el presente caso, el hecho aludido puede ser este: consta de dos barrios que se asientan en la ladera de un cerro bicúspide (955 y 938 m), entre los cuales discurre un camino.

## Pueblos
Los pueblos que componen el municipio son:   
- Morales del Arcediano
- Oteruelo de la Valduerna
- Piedralba
- Santiago Millas (cabecera)
- Valdespino de Somoza

## Demografía
Cuenta con una población de 359 habitantes (INE 2024).
| Gráfica de evolución demográfica de Santiago Millas entre 1842 y 2021 |
| |
| Población de derecho según los censos de población del INE. Población de hecho según los censos de población del INE. En 1857 disminuye el término del municipio porque independiza a Val de San Lorenzo. |

## Museo de la Arriería

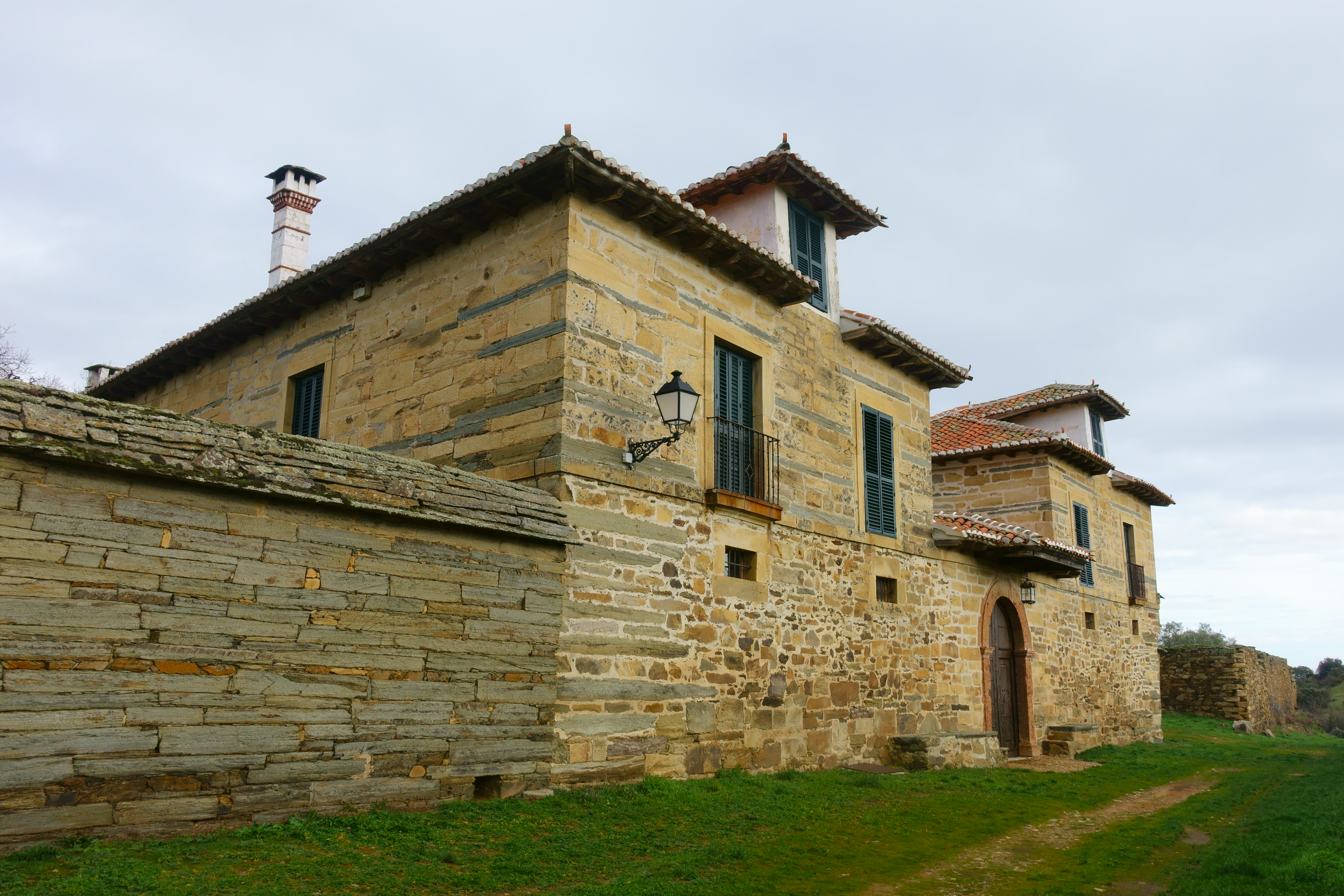
Casa de Santiago Alonso Cordero

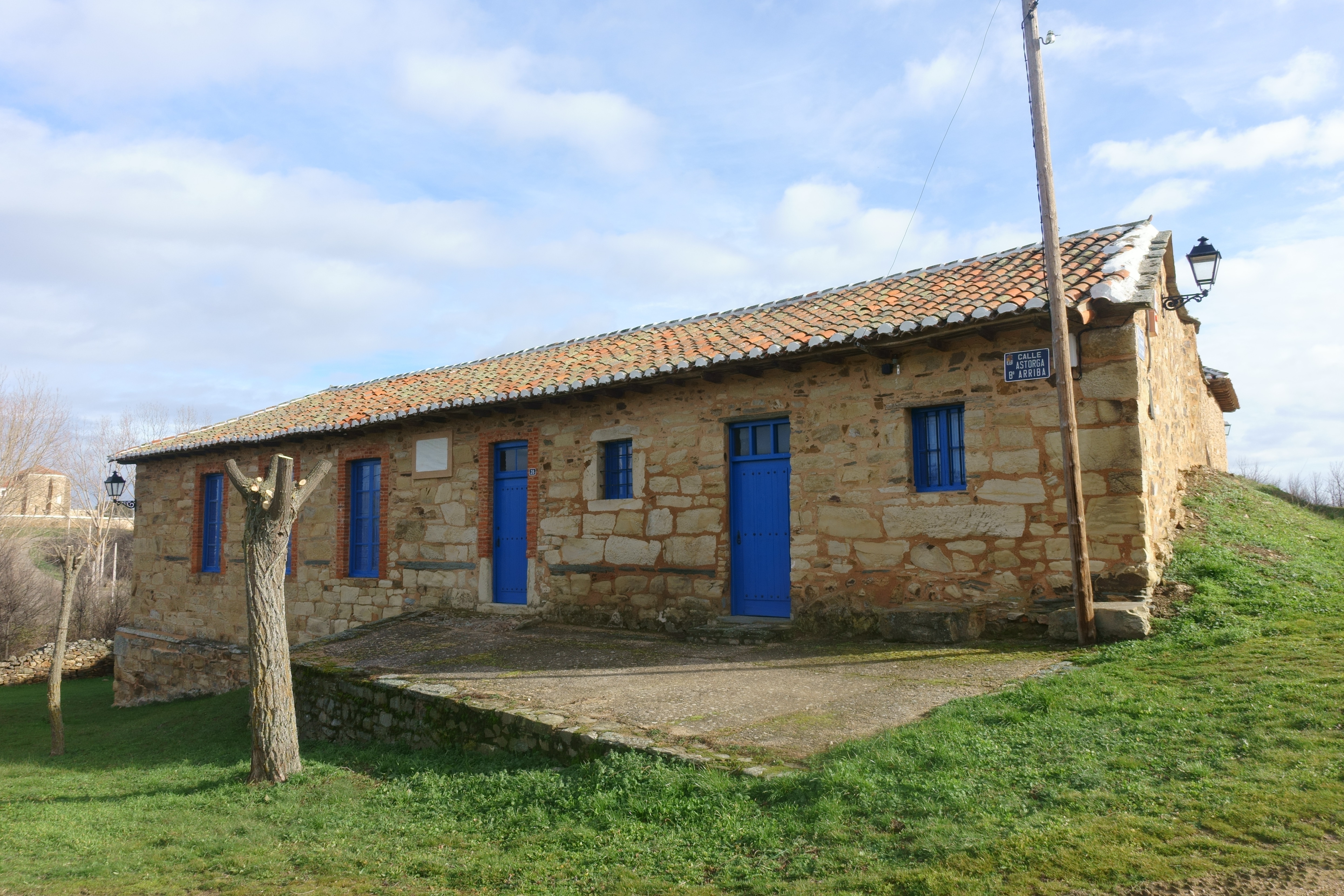
Museo de la Arriería Maragata, en las antiguas escuelas

En el Barrio de Arriba, instalado en las antiguas escuelas, se encuentra el Museo de la Arriería Maragata.